# وائو
وائو (استونیایی: Väo) یکی از  زیربخش تالین، استونی است در ناحیه لاسنامه قرار دارد و در سال ۲۰۱۴ میلادی ۱۳۰ نفر جمعیت داشته است.